# Зита, Франтишек
Фра́нтишек Зи́та (чеш. František Zíta; 29 ноября 1909, Прага — 1 октября 1977, Прага) — чехословацкий шахматист, международный мастер (1950).
Чемпион Протектората Богемии и Моравии 1943 года.
В составе национальной сборной участник 4-х Олимпиад (1937—1939, 1952—1954).